# Агаев, Рустам Арбиевич
Руста́м Арби́евич Ага́ев (род. 1 мая 1982 года, Катыр-Юрт, Ачхой-Мартановский район, Чечено-Ингушская АССР, РСФСР, СССР) — российский и азербайджанский борец вольного стиля, бронзовый призёр чемпионата России 2006 года, бронзовый призёр чемпионата Европы 2004 года в Анкаре (за команду Азербайджана), участник Олимпийских Игр 2004 года в Афинах, обладатель Кубка мира по борьбе 2004 года в Баку, победитель IX Спартакиады дружественных армий в Казахстане (2003 год), чемпион России и обладатель Кубка мира по борьбе на поясах.

## Биография
Чеченец. Родился 1 мая 1982 года в Катыр-Юрте. В 1999 году окончил среднюю школу № 1 в родном селе. Начал заниматься борьбой в 1996 году в ДЮСШ Ачхой-Мартановского района. Его первым тренером был Шарип Абдурахманович Джабраилов. Через год в эту же секцию записался младший брат Араб.
В 2002 году, будучи кандидатом в мастера спорта, был зачислен в спортивную школу ЦСКА. Его новым наставником стал Шота Кикабидзе. Через три месяца Агаев выполнил норматив мастера спорта. Вскоре, участвуя в международных турнирах памяти Али Алиева в Махачкале и Александра Медведя в Минске, он пробивается на пьедестал, оттеснив многих более титулованных соперников.
В 2003 году на IX Спартакиаде дружественных армий государств — членов Содружества Независимых Государств в Казахстане стал чемпионом Спартакиады.
С 2004 года по договорённости между федерациями России и Азербайджана Агаев начал выступать за сборную команду Азербайджана. В этом качестве он участвовал в трёх международных соревнованиях. В отборочном турнире к Олимпиаде 2004 года в Афинах он занял третье место и завоевал путёвку на Олимпиаду.
На следующих соревнованиях — Кубке мира по борьбе в Баку — стал победителем, выиграв в финале у члена сборной команды России Шемарова со счётом 3:2. В том же году на чемпионате Европы, проходившем в Турции, завоевал бронзовую медаль. На Олимпийских играх в Афинах занял пятое место.
В 2006 году стал бронзовым призёром чемпионата России по вольной борьбе.
В 2010 году попробовал себя в борьбе на поясах на Кавказских играх. Проба удалась — Агаев занял второе место. А в следующем году стал победителем очередных Кавказских игр в этом виде спорта и чемпионом России. В 2012 году стал обладателем Кубка мира в борьбе на поясах в категории свыше 100 кг.
Участвовал в эстафете олимпийского огня Олимпиады 2014 года в Сочи.
По состоянию на август 2014 года был вице-президентом Олимпийского совета Чеченской Республики.

## Семья
- Отец — Арби Мусаевич Агаев, директор строительной фирмы «Госстрой»;
- Мать — Роза Даудовна Агаева, домохозяйка;
- Сестры Хеда и Хава;
- Брат Араб — выпускник юридического факультета Чеченского государственного университета.